# Xylébore disparate
Xyleborus dispar
Espèce
Synonymes
- Anisandrus dispar (Fabricius, 1792)

Le xylébore disparate (Xyleborus dispar) est une espèce d'insectes coléoptères. C'est un xylophage de la famille des Curculionidae, qui fore des galeries dans le bois des branches ou du tronc de plusieurs espèces d'arbres fruitiers et d'essences forestières.

## Description
L'insecte adulte est de petite taille, 1,8 à 2 mm pour le mâle et 3 à 3,5 mm pour la femelle. Le corps est de forme hémi-cylindrique. Les élytres sont de couleur foncée, brillants et ornés de stries longitudinales.

## Biologie
Après l'accouplement, à partir d'avril-mai, les femelles creusent dans les branches des arbres des réseaux de galeries caractéristiques, comprenant une galerie de pénétration perpendiculaire à la surface de la branche, une galerie en anneau formant un cercle complet, et des galeries verticales en impasse, courtes, dans l'axe de la branche, qui servent de galeries de ponte.
La ponte a lieu environ deux semaines après le début de l'attaque. Chaque femelle dépose environ 50 œufs, qui éclosent après quelques jours d'incubation.
Les larves achèvent leur croissance en cinq semaines environ puis se nymphosent. Elles ne creusent pas de galeries mais se nourrissent de champignons xylophages dont les spores ont été apportées par les femelles.
Après la nymphose, qui dure environ deux semaines, les adultes passent, immobiles dans les galeries, le reste de l'été puis l'automne et l'hiver, avant d'essaimer le printemps suivant.
Le cycle biologique complet s'étale donc sur une année.
Cette espèce attaque de nombreux arbres (espèce polyphage), mais surtout les fruitiers (pommier, poirier, abricotier, prunier, pêcher...), mais aussi diverses essences feuillues : chêne, hêtre, érable, châtaignier, platane, noyer, etc.
Les arbres fruitiers sont les plus sensibles, y compris des sujets en bon état. L'attaque du xylébore disparate se traduit souvent par un dessèchement brutal des arbres âgés, mais aussi par la mort de jeunes sujets. Les arbres jeunes, très vigoureux, résistent bien.

## Moyens de lutte
- L'utilisation d'insecticides ne donne pas beaucoup de résultats étant donné que l'insecte et ses larves se trouvent souvent à l'abri dans le bois. De plus la période de vol, relativement longue, limite grandement l'efficacité de tels traitements.
- Destruction des branches attaquées.
- Fumure équilibrée du verger pour activer la croissance des arbres et augmenter leur capacité de résistance.
- Mise en place de pièges rouges englués (en croisillons) avec une bouteille d'alcool en dessous (l'alcool sert d'attractif). Seul l'alcool éthylique pur ou coupé à moitié avec de l'eau donne de bons résultats.